# De Ordine

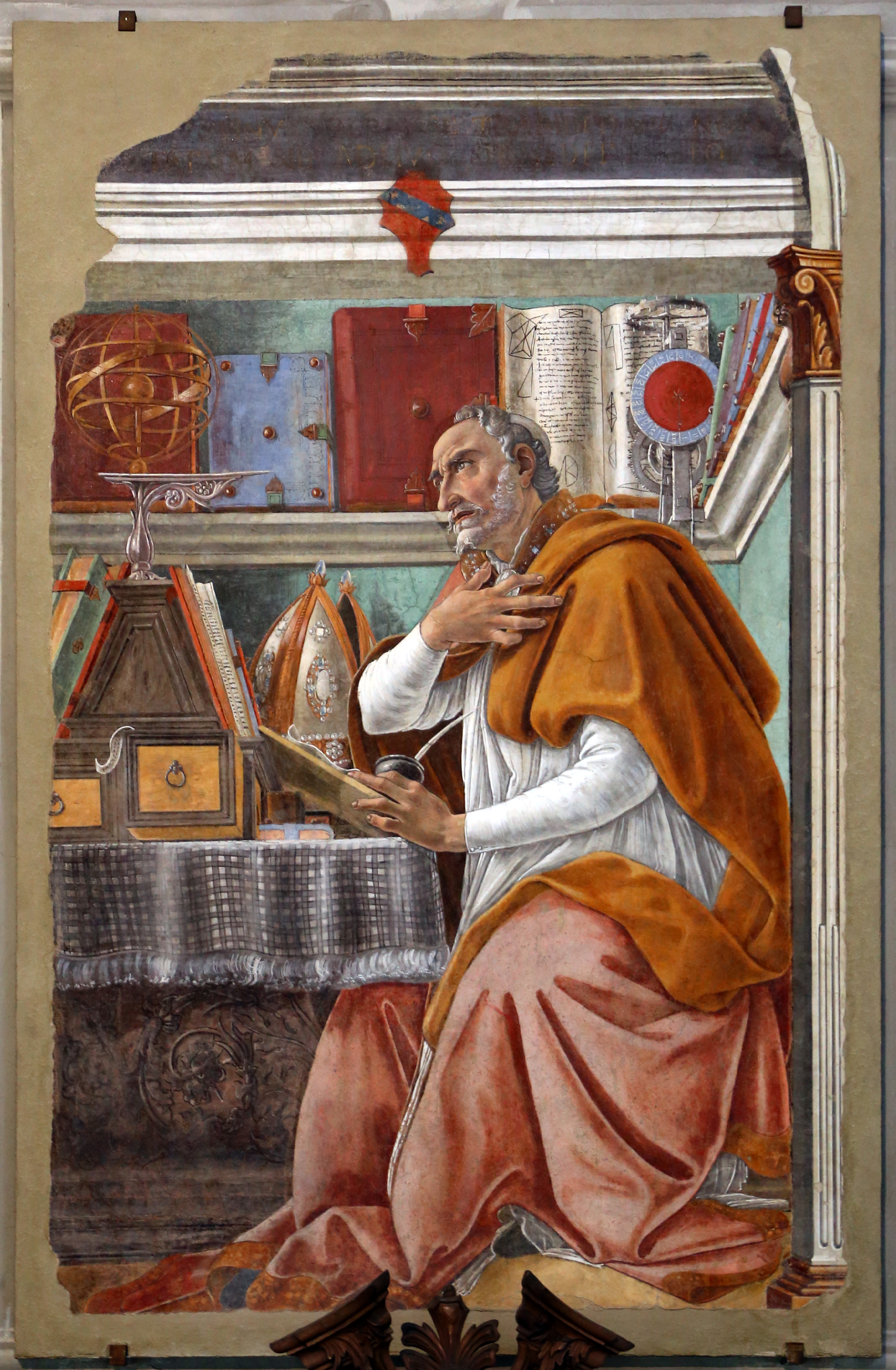
Fresko des hl. Augustinus in seinem Arbeitszimmer von Sandro Botticelli (1480).

De Ordine (lat.: „Über die Ordnung“) ist ein frühes Werk des lateinischen Kirchenlehrers Augustinus von Hippo. Es entstand im Spätherbst des Jahres 386 in Cassiciacum in der Nähe des heutigen Mailands und ist in Dialogform geschrieben.

## Hintergrund
Augustinus zog sich nach der Aufgabe seiner Lehrtätigkeit als Rhetor mit einigen ihm anvertrauten Schülern und seiner Mutter auf das Landgut seines Freundes Verecundus nach Cassiciacum zurück.
Dort erholte er sich nicht nur von seinen körperlichen Leiden, sondern praktizierte auch eine zu seiner vorherigen Lehrtätigkeit konträre Ausbildung seiner Schüler, die zusätzlich zur sprachlichen, geistigen und künstlerischen Ausbildung auch das sittliche und religiöse Gewissen pflegen sollte. Zu diesem Zweck strukturierte Augustinus das tägliche Leben auf dem Landgut in klare Abschnitte und gab somit seinen Schülern und auch sich selbst eine klare Ordnung vor.
Vor Tagesanbruch traf sich Augustinus mit seinen Schülern zum Morgengebet, ehe diese am Vormittag entweder ihrem Studium nachgingen oder sich an der Arbeit auf dem Landgut beteiligten. Am Nachmittag lernten die Schüler unter Augustinus’ Aufsicht und lasen unter anderem Texte von Cicero, Platon und Vergil, über die meist ausgiebig diskutiert wurde.
Die Werke Augustinus’, die in Cassiciacum entstanden sind, sind Verschriftlichungen der Dialoge, die Augustinus mit seinen Schülern pflegte, und waren Bestandteil des Unterrichts. Dazu zählen neben dem hier behandelten Werk „De Ordine“ auch „De Academicis“, „De beata vita“ und „Soliloquia“.

## Inhalt

### Das erste Buch

#### Vorrede
In der Vorrede zu „De Ordine“ wendet sich Augustinus an seinen Freund Zenobius, der gerade in den frühen Werken oftmals Erwähnung findet. Er schildert darin die Suche nach der Ordnung der Dinge und der Ordnung der Gesamtheit der Welt, die für den Menschen eines der am schwierigsten zu fassenden Probleme ist.

#### Das erste Gespräch
Ausgangspunkt des ersten Dialogs ist ein nächtliches Gespräch in der Schlafkammer Augustinus’ und seiner beiden Schüler Licentius und Tyrgetius. Angeregt wird dies durch das unregelmäßige Plätschern eines Baches, was zu einer Diskussion über die Quelle dieser Unregelmäßigkeit und daraus resultierend zu einer Diskussion über die Ordnung der Dinge führt.
Dieser nächtliche Dialog dient als Grundlage für die folgenden, tiefer gehenden Gespräche und klärt die Rollenverteilung innerhalb der beiden Bücher. Licentius vertritt die Position, dass alles eine Ordnung hat, da nichts ohne Ursache geschieht. Tyrgetius gibt sich unentschieden und möchte die vorzubringenden Argumente mit Bedacht abwägen, weswegen ihm im Verlauf des Buches die Rolle des Mittlers zukommt. Augustinus’ eigene Position lässt sich zu Beginn des Buches schwer ausmachen, da er als Lehrer seiner beiden Freunde die Position eines Mäeutikers einnimmt und die Diskussion leitet.

#### Das zweite Gespräch
Das zweite Gespräch, das am Tag nach dem Nachtgespräch stattfindet, dient dazu, die am Vortag bedachten Positionen zu festigen und zu vertiefen. Ausgehend von einer Lobrede Augustinus’, in der er formuliert: „Wenn wir die Ordnung in unsrem Leben innehalten, führt sie zu Gott, und wenn wir sie im Leben nicht innehalten, gelangen wir nicht zu Gott“, versuchen sich Augustinus, Licentius und Tyrgetius an einer ersten Begriffsbestimmung, die die Ordnung als solche erfassen soll.
Licentius als Verteidiger der Ordnung bestimmt die Ordnung daraufhin wie folgt:
„Ordnung ist das Mittel, wordurch alles, was Gott in diese Welt gesetzt hat, getan wird.“

Diese Definition wird zwar im selben Gespräch in Grundzügen hinterfragt, die Spezifizierung und Fortführung erfolgen jedoch erst im dritten Gespräch, welches sich im zweiten Buch wiederfindet. Der Hauptteil des zweiten Gesprächs besteht aus der Definition der Tugenden der Wissenschaft, vor allem der Philosophie. Auslöser des abweichenden Gesprächsverlaufs ist das Wetteifern der beiden Schüler Tyrgetius und Licentius um die Gunst des Augustinus.
Augustinus beschreibt in einem Einschub unter Tränen die Vanitas (lat.: „Eitelkeit“) als größtes Übel der Wissenschaft und beschwört seine Schüler eindringlich, die Schönheit der Wissenschaft und die Suche nach der Wahrheit in den Vordergrund ihrer akademischen Bemühungen zu stellen.
Eine weitere Unterbrechung bei der Spezifizierung der Definition der Ordnung stellt das Auftreten von Augustinus’ Mutter Monika dar. Auf Bitte seiner Mutter hin, ihr Erscheinen nicht im Werk aufzunehmen, sieht sich Augustinus veranlasst, eine für seine Zeit ungewöhnliche Fürsprache für die Gleichberechtigung zu halten. In diesem mehrseitigen Monolog stellt Augustinus klar, dass auch die unübliche Erwähnung einer Frau im philosophischen Diskurs angebracht sei, sofern diese die Weisheit und damit die Philosophie liebe. Bezogen auf die Zurückhaltung von Frauen in der Philosophie sagt Augustinus:
„Wer also meint[,] man müsse jeder Philosophie entsagen, will nichts andres[,] als daß wir die Weisheit hassen.“
[,]

### Das zweite Buch

#### Das dritte Gespräch
Das dritte Gespräch findet im Abstand von einigen Tagen auf einer Wiese nahe dem Landgut statt. Zusätzlich zu den bisher auftretenden Figuren Augustinus, Tyrgetius und Lycentius nehmen auch Mutter, die Mutter des Augustinus, und sein Freund Alypius teil. Aufbauend auf Licentius’ Definition „Ordnung ist das Mittel, wordurch alles, was Gott in diese Welt gesetzt hat, getan wird.“ erläutern Augustinus und seine Schüler die Feinheiten der Ordnung, versuchen ein gesamtheitliches Bild der Ordnung zu entwerfen und es in Einklang mit Gott zu bringen. Dabei arbeiten sich Augustinus und seine Schüler anhand verschiedener Fragestellungen von der Ordnung der Dinge zur Ordnung der Gesamtheit vor. Die dazu notwendigen Schritte seien samt ihrer jeweiligen Erkenntnis im Folgenden dargestellt:
| Fragestellung | Ist Gott auch der Ordnung unterworfen ?[12][13]                                                                       |
| These         | „Wo alles gut ist [...,] gibt es keine Ordnung, denn wo höchste Gleichheit herrscht[,] bedarf es keiner Ordnung.“[14] |
| Konklusion    | Da Gott gut ist, ist alles[,] was bei Gott ist[,] und Gott selbst nicht der Ordnung unterworfen.[15]                  |
| Fragestellung | „Was ist das Sein mit Gott?“[16] |
| These         | Der Geist ist bei Gott. Das Gedächtnis ist beim Körper, während der Geist und die Gedanken frei und keiner Ordnung unterworfen sind.[17] |
| Konklusion    | Alles[,] was erkannt wird[,] ist bei Gott.[18]                                                                                           |
| Fragestellung | Wenn alles[,] was erkannt wird[,] bei Gott ist, ist die Torheit bei Gott, wenn sie erkannt wird?[19]                            |
| These         | Die Torheit beschreibt den Akt der Nichterkenntnis[20]                                                                          |
| Konklusion    | Ähnlich der Finsternis, die nicht gesehen werden kann, kann die Torheit nicht erkannt werden und ist demnach nicht bei Gott[21] |
Anhand der Frage nach der Torheit und dem Leben der Toren gelingt der Übergang von der einfachen Ordnung der Dinge, die nach dem Kausalitätsprinzip funktioniert, hin zur Ordnung der Gesamtheit, die von Augustinus auch als „unbekannte verborgene Ordnung“. bezeichnet wird. Diese postuliert, dass alles Handeln, und sei es auch noch so abscheulich, einer inneren, gottgewollten Ordnung folgt, die der Mensch nur oftmals nicht erkennen kann. Augustinus bemüht bereits in der Vorrede zu seinem Werk ein Gleichnis, um dieses Problem zu verdeutlichen. Darin beschreibt er, dass ein einzelner Stein oder ein kleiner Ausschnitt eines Mosaiks ungeordnet wirkt. Erst wenn man den Blick aus der Ferne auf die Gesamtheit aller Steine wirft, ergibt sich „aus den verschiedenen Steinchen ein passendes Ganzes von einer einzigen bewundernswerten Schönheit“. Die Ordnung der Gesamtheit kann vom Menschen dementsprechend nur erkannt werden, wenn er den Blick vom Einzelbeispiel aus erhebt und es im Kontext der Welt sieht.
Diese Erkenntnis bringt Augustinus dazu, sein Wort an diejenigen zu richten, die die gottgewollte Ordnung auf Grund von Ungerechtigkeit und Ungleichheit (vgl. Theodizee) nicht akzeptieren wollen. All diesen rät er, sich „vorerst in allen Wissenschaften umzusehen“. „Wer aber dafür zu träge ist oder zu sehr an andres hingegeben [...], der nehme den Glauben zu Hilfe“.
Auch erläutert Augustinus zum Ende des dritten Gesprächs sein Verständnis von der Aufgabe der Philosophie, die darin bestehe, „aller Dinge letzten Ursprung, den Anfang der Anfänge [...][und] tiefer[en] Sinn“ zu lehren; siehe auch Metaphysik. Dies entspricht im Kontext des Buches und des Gespräches ebenfalls der Suche nach der Ordnung der Gesamtheit, die Augustinus damit als Aufgabe der Philosophie zur Wissenschaft anstatt zur Glaubenslehre zählt.

#### Das vierte Gespräch
Das vierte Gespräch findet am selben Tag wie das dritte Gespräch statt. Auf Grund eines Wetterwechsels ziehen sich Augustinus und seine Gefährten jedoch ins Bad zurück, wo sie die durch Licentius im zweiten Gespräch aufgestellte Definition der Ordnung vervollständigen. Aufbauend auf den Inhalten des zweiten Gesprächs ergibt sich der Schluss, dass nichts außerhalb der Ordnung geschehen kann.
| Prämisse   | Ordnung ist jenes Mittel mit dem Gott alles tut.[29]   |
| Prämisse   | Es gibt nichts, das nicht von Gott getan wird.[30][31] |
| Konklusion | Es kann nichts außerhalb der Ordnung getan werden.[32] |

## Textausgabe
- Augustinus: Die Ordnung (De Ordine). Übertragen von Carl Johann Perl. Ferdinand Schöningh, Paderborn 1966.

## Sekundärliteratur
- Jörg Trelenberg: Augustins Schrift De Ordine. Mohr Siebeck, Tübingen 2009.

## Belege
1. ↑  Vgl. Vorwort Carl Johann Perl, S. XII.
2. ↑  Archivlink (Memento vom 8. Oktober 2015 im Internet Archive)
3. ↑  Vgl. Augustinus’ Schrift De Ordine: Einführung, Kommentar, Ergebnisse von Jörg Trelenberg, S. 128ff.
4. ↑  Vgl. S. 10.
5. ↑  Vgl. S. 11.
6. ↑  Vgl. S. 19.
7. ↑  Vgl. S. 25 XXVII.
8. ↑  Vgl. S. 27 XXVIII.
9. ↑  Vgl. S. 29.
10. ↑  Vgl. Die Frau und die Philosophie, S. 30ff.
11. ↑  Vgl. S. 32 XXXI.
12. ↑  Vgl. S. 27 XXVIII.
13. ↑  Vgl. S. 36 II.
14. ↑  Vgl. S. 36 II.
15. ↑  Vgl. S. 37f. III.
16. ↑  Vgl. S. 38.
17. ↑  Vgl. S. 40ff. V.
18. ↑  Vgl. S. 44 VIII.
19. ↑  Vgl. S. 43 VIII.
20. ↑  Vgl. S. 46 X.
21. ↑  Vgl. S. 46f. X.
22. ↑  Vgl. S. 47 XI.
23. ↑  Vgl. S. 48 XII.
24. ↑  Vgl. S. 4f. II.
25. ↑  Vgl. S. 4 II.
26. ↑  Vgl. S. 51 XV.
27. ↑  Vgl. S. 51 XV.
28. ↑  Vgl. S. 51 XVI.
29. ↑  Vgl. S. 56 XXI.
30. ↑  Vgl. S. 56 XXI.
31. ↑  Vgl. S. 47ff.
32. ↑  Vgl. S. 59 XXIV.